# Giovanni Gentile
Giovanni Gentile (Castelvetrano, 30 de mayo de 1875-Florencia, 15 de abril de 1944) fue un filósofo idealista neohegeliano, educador y político fascista italiano.
Considerado por Benito Mussolini, y autodenominado, como el "filósofo del fascismo" sirvió de base intelectual para el fascismo italiano y fue coescritor de La doctrina del fascismo junto a Mussolini. Sus ideas además supusieron el resurgimiento del idealismo hegeliano en la filosofía italiana y también supuso la aparición de una nueva corriente filosófica basada en sus teorías denominada «idealismo actualista», «idealismo real» o «actualismo» y ha sido descrito como "el extremo subjetivo de la tradición idealista". Sus principales referentes fueron, además de Hegel, intelectuales italianos de la era del Risorgimento como Mazzini, Rosmini, Gioberti y Spaventa; aunque también tuvo influencias de pensadores como Fichte, Karl Marx y Friedrich Nietzsche.
Llegó a desempeñar varios cargos políticos durante el fascismo en Italia, entre ellos senador permanente y ministro de Educación Pública, siendo el cerebro detrás de la gran reforma educativa del fascismo conocida como la Riforma Gentile. Tras su adhesión a la República Social Italiana fue asesinado por los guerrilleros partisanos del Gruppi di Azione Patriottica.
En sus teorías políticas defendió cosas tales como el corporativismo estatal obligatorio, la abolición del sistema parlamentario y la autarquía y escribió el Manifiesto de los intelectuales fascistas junto a Luigi Pirandello, Gabriele D'Annunzio, Filippo Tommaso Marinetti y Giuseppe Ungaretti. Está considerado como la personalidad intelectual más relevante del fascismo italiano. Fue asesinado en abril de 1944 por partisanos dirigidos por Bruno Fanciullacci.

## Biografía
Nació el 29 de mayo de 1875 en la localidad siciliana de Castelvetrano. Después de sus estudios de filosofía, a partir de 1906 se dedicó a la docencia universitaria. En ese mismo año empezó a colaborar con Benedetto Croce, otro pensador italiano que acababa de fundar la revista La Critica. Fue profesor de historia de la filosofía en Palermo desde 1906 hasta 1914, y en Pisa entre 1914 y 1917, después de lo cual fue trasferido a Roma. En aquella ciudad, empezó a interesarse por la política. Desarrolló —especialmente en su Teoría general del espíritu como acto puro— un idealismo actualista, que pretendía superar dialécticamente todas las oposiciones sin suprimirlas, proponiéndose como una «dialéctica del pensamiento pensante». 
Fue ministro de Instrucción Pública durante el gobierno fascista de Benito Mussolini entre 1922 y 1924, siendo autor de la importante reforma de la educación que lleva su nombre. A través de la misma, pretendía reducir el número de estudiantes del liceo a un grupo selecto, así como limitar la entrada de la población femenina a la educación estatal superior. Las mujeres eran consideradas por Gentile a mediados de los años 30 como seres inferiores, infantiles y solo aptas para la maternidad. Según sus palabras: «No tienen y nunca tendrán ni la animosa generosidad de pensamiento, ni el férreo vigor espiritual, que son las fuerzas superiores, intelectuales y morales de la humanidad». También llevó a cabo una depuración de aquellos profesores sospechosos de ser liberales o demócratas, lo que motivó la protesta firme pero infructuosa de Benedetto Croce.
En 1925 fundó el Instituto Nacional Fascista de Cultura, del que fue presidente hasta 1937. También en 1925 fundó con el empresario Giovanni Treccani el Istituto Giovanni Treccani, antecesor del Instituto de la Enciclopedia Italiana, de la cual fue director científico entre 1925 y 1938. En 1932 se publicó en la Enciclopedia Italiana el artículo «Fascismo», atribuido al propio Mussolini. Editado separadamente como La Doctrina del Fascismo [La Dottrina del Fascismo], fue traducido a varios idiomas. En abril de 1940 (ya durante la Segunda Guerra Mundial) se pretendió destruir todos los ejemplares, como consecuencia del cambio de postura del Duce sobre algunos puntos del texto. En 1934 el Santo Oficio decretó la inclusión de toda su obra en el Índice de Libros Prohibidos por la Iglesia católica.
Aprovechó su influencia dentro del Partido Nacional Fascista (PNF) para hacerse con el control, en 1933, de la editorial Sansoni, pasando a encargarse de la administración de la sociedad dos de sus hijos.
Cuando se promulgaron las leyes raciales fascistas de 1938, Gentile, personalmente, no estaba de acuerdo con estas, como se desprende de una correspondencia con Benvenuto Donati que duró todo el periodo entre 1920 y 1943. El 21 de diciembre de 1933, durante la jornada inaugural del Instituto Italiano de Oriente Medio y Extremo Oriente, se posicionó en contra de las teorías racistas que se propagaban en la Alemania nazi. Aunque algunos se refieren a Gentile como uno de los firmantes del Manifiesto della razza, se trata de un rumor ya que Gentile nunca lo firmó. Especialmente tras la promulgación de las leyes raciales en Italia, se sucedieron las intervenciones de Gentile en favor de colegas judíos como Mondolfo, Gino Arias y Arnaldo Momigliano.
Miembro del Gran Consejo Fascista, permaneció fiel a Mussolini después de la creación de la República Social Italiana. El 24 de junio de 1943 pronunció su Discurso a los italianos donde señaló los errores en que había caído el fascismo y pidió la unidad de todos los italianos fueran fascistas o no.

## Asesinato
El 30 de marzo de 1944, Gentile recibió amenazas de muerte culpándolo de la ejecución de los Mártires de Campo di Marte a manos de las tropas de la República de Saló y acusándolo de promover el fascismo.  Tan solo dos semanas después, el 15 de abril de 1944, Bruno Fanciullacci y Antonio Ignesti, ambos pertenecientes a la organización partisana comunista Gruppi di Azione Patriottica (GAP), se acercaron a Gentile en su coche aparcado, ocultando sus pistolas tras un libro. Cuando Gentile bajó la ventanilla para hablar con ellos, recibió inmediatamente varios impactos de bala en el pecho y el corazón, que le causaron la muerte. Fanciullacci fue asesinado varios meses después al intentar escapar por partisanos (miembros de la resistencia antifascista) dirigidos por Bruno Fanciullacci, gracias a la ayuda de Teresa Mattei (quien conocía personalmente a Gentile por haber sido su discípula en la Universidad de Florencia), cuando Gentile se dirigía a interceder por un grupo de docentes y estudiantes universitarios que habían sido acusados de actividades antifascistas.
Su asesinato dividió al frente antifascista. Fue desaprobado por la rama toscana del Comité de Liberación Nacional con la única excepción del Partido Comunista Italiano, que aprobó el asesinato y se atribuyó su responsabilidad. Benito Mussolini ordenó una investigación sospechando que un grupo de fascistas contrarios a Gentile habían realizado el asesinato, pero dicha hipótesis fue desestimada.

## Obras

### De carácter filosófico en general
- L'atto del pensare come atto puro (1912)
- La riforma della dialettica hegeliana (1913)
- La filosofia della guerra (1914)
- La teoria generale dello spirito come atto puro (1916)
- I fondamenti della filosofia del diritto (1916)
- Sistema di logica come teoria del conoscere (1917-1922)
- Guerra e fede (1919)
- Dopo la vittoria (1920)
- Discorsi di religione (1920)
- Il modernismo e i rapporti tra religione e filosofia (1921)
- Frammenti di storia della filosofia (1926)
- La filosofia dell'arte (1931)
- Introduzione alla filosofia (1933)
- Genesi e struttura della società (póstumo, 1946)

### De carácter historiográfico
- Delle commedie di Antonfrancesco Grazzini detto il Lasca (1895)
- Rosmini e Gioberti (1898, tesis doctoral)
- La filosofia di Marx (1899)
- Dal Genovesi al Galluppi (1903)
- Bernardino Telesio (1911)
- Studi vichiani (1914)
- Le origini della filosofia contemporanea in Italia (1917-1923)
- Il tramonto della cultura siciliana (1918)
- Giordano Bruno e il pensiero del Rinascimento (1920)
- Frammenti di estetica e letteratura (1921)
- La cultura piemontese (1922)
- Gino Capponi e la cultura toscana del secolo XIX (1922)
- Studi sul Rinascimento (1923)
- I profeti del Risorgimento italiano: Mazzini e Gioberti (1923)
- Bertrando Spaventa (1924)
- Manzoni e Leopardi (1928)
- Economia ed etica (1934)
- Studi su Dante (1965; editado por Vito A. Bellezza)

### De carácter pedagógico
- L'insegnamento della filosofia nei licei (1900)
- Scuola e filosofia (1908)
- Sistema di pedagogia come scienza filosofica (1912)
- I problemi della scolastica e il pensiero italiano (1913)
- Il problema scolastico del dopoguerra (1919)
- La riforma dell'educazione (1920)
- Educazione e scuola laica (1921)
- La nuova scuola media (1925)
- La riforma della scuola in Italia (1932)

### Durante el fascismo
- Manifesto degli intellettuali del fascismo (1925)
- Che cos'è il fascismo (1925)
- Fascismo e cultura (1928)
- Origini e dottrina del fascismo (1929)
- La mia religione (1943, discurso en Florencia)
- Discorso agli Italiani (1943, discurso en Roma)